# Syrphus stackelbergi
Syrphus stackelbergi är en tvåvingeart som beskrevs av Kuznetzov 1990. Syrphus stackelbergi ingår i släktet solblomflugor, och familjen blomflugor. Inga underarter finns listade i Catalogue of Life.